# 淡水湖 (尼玛县)
淡水湖（藏語：ཧན་ཧྲུའེ་མཚོ，威利转写：han hru'e mtsho，THL：Henhrué Tso）位于中国西藏自治区那曲市尼玛县境内，地处尼玛县西北部。湖面海拔4909米，面积23.2平方公里。属于玉龙河水系，南承接白龙冰河来水，湖水从东部流出经玉龙河最终注入江尼茶卡。